# Zoológico de Miami
El Zoológico de Miami (en inglés: Zoo Miami o bien Miami-Dade Zoological Park and Gardens, comúnmente conocido como Miami Metrozoo) es el jardín zoológico más grande y antiguo de Florida, y el único zoológico tropical en el territorio continental de los Estados Unidos. Está ubicado en la antigua estación aeronaval de Richmond, en el suroeste de Miami, en el sur del condado metropolitano de Miami-Dade. Alberga más de 2.000 animales en 740 acres (299 ha), 324 acres (131 hectáreas) de las cuales están desarrolladas. Se trata de un recorrido de 3 millas (5 km) en una ruta a pie, y cuenta con más de 100 exhibiciones.